# Simon V. (Lippe)

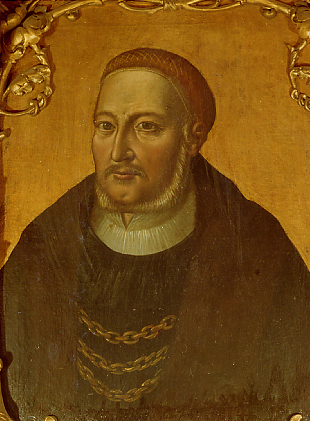
Simon V.

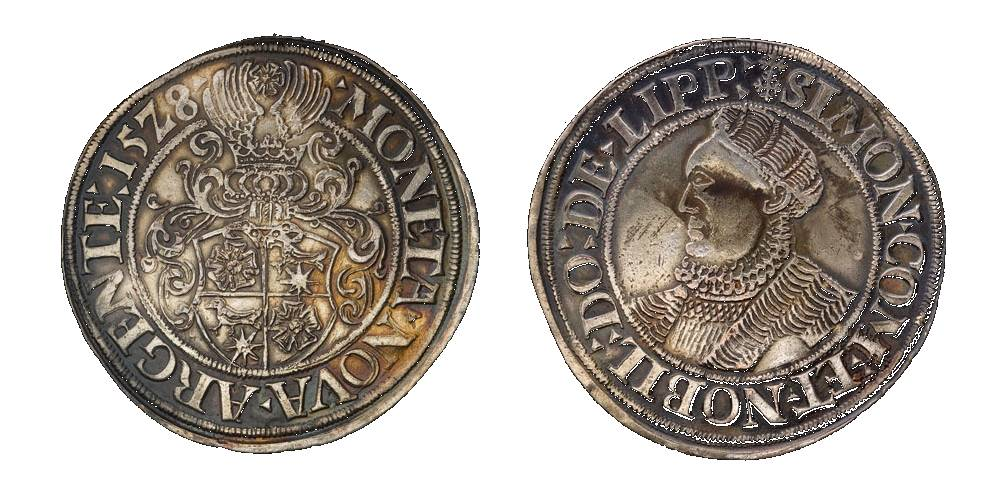
Simon V. auf einem 1528 geprägten Taler

Simon V. zur Lippe (* 1471; † 17. September 1536) war Edelherr und seit 1528 Graf zur Lippe. Während seiner Regierungszeit wurde in Lippe die Reformation eingeführt.

## Leben
Simon V. war das fünfte Kind und der älteste Sohn von Bernhard VII. „Bellicosus“ und Anna von Holstein-Schauenburg und übernahm nach dem Tod seines Vaters um 1511 die Regierung. 1528 wurde ihm der Titel eines Reichsgrafen verliehen und so die bisherige Herrschaft Lippe zu einer der etwa 140 Reichsgrafschaften erhoben.
Nachdem sich die Reformation seit 1518 zunächst in Lemgo, dann auch in anderen Städten mehr und mehr durchgesetzt hatte, kam es 1530 zum offenen Konflikt, als während der katholischen Ostermesse evangelische Kirchenlieder gesungen wurden. Simon, der zeitlebens katholisch blieb, war erbost und sprach von „aufrührerische[n] Bauern, welche keine Obrigkeit über sich dulden wollen“.
Er war jedoch Vasall zweier Lehnsherren: des Bischofs von Paderborn und des seit 1524 lutherischen hessischen Landgrafen Philipp und somit in seiner Handlungsfreiheit eingeschränkt. Die Annäherung an das lutherische Bekenntnis wurde zudem durch die starke Stellung der Städte, besonders Lippstadt und Lemgo, gegenüber dem Landesherrn begünstigt. Philipp von Hessen ermahnte die Lemgoer Bürger zwar, dem Landesherrn Genugtuung zu leisten, dennoch breitete sich ab 1532 das lutherische Bekenntnis auch in den anderen Städten weiter aus. Als Simon V. 1533 Unterstützung für ein militärisches Eingreifen gegen Lemgo suchte, griff Philipp vermittelnd ein. Im selben Jahr übernahm Lemgo die Braunschweiger Kirchenordnung und wurde damit auch offiziell evangelisch-lutherisch.
Simon V. und Herzog Johann III. von Kleve überfielen 1535 das evangelisch gewordene Lippstadt. Die Stadt kapitulierte vor ihren Landesherren. Auch in Lemgo wuchs die Angst vor einem militärischen Vorgehen, jedoch kam es wegen der fortgesetzten Vermittlung Philipps nicht dazu.

## Nachkommen
Aus der Ehe mit Walpurge Gräfin von Bronckhorst († 21. Dezember 1522):
- Gisbert zur Lippe († 1522)

Aus der Ehe mit Magdalene von Mansfeld-Mittelort (* ca. 1500):
- Margaretha von der Lippe (1525–1578)
- Bernhard VIII., Herr zur Lippe
- Hermann Simon Graf von Sternberg ⚭ Ursula von Pyrmont und Spiegelberg († 1576)
- Anna zur Lippe ⚭ Johann I. Graf von Waldeck-Landau (* 1521/1522)
- Agnes zur Lippe (* 1535) ⚭ Dietrich von Plesse